# Oblast d'Oulianovsk
Pour les articles homonymes, voir Oulianovsk (homonymie).
L'oblast d'Oulianovsk (en russe : Улья́новская о́бласть, Oulianovskaïa oblast) est un sujet fédéral (oblast) du sud-est de la Russie d'Europe. Il appartient au district fédéral de la Volga. Il est entouré par les républiques de Tatarstan (au nord-est), de Tchouvachie (au nord) et de Mordovie (au nord-ouest) ainsi que par les oblasts de Samara à l'est, de Saratov au sud et de Penza à l'ouest.

## Géographie

### Situation
La région, d'une superficie de 37 181 km2, est située à l'extrémité nord de la steppe eurasienne. Le territoire est couvert à hauteur de 25 % d'arbres à feuilles caduques. Le reste est constitué de steppes et de prairies. La région est divisée en deux moitiés par le lac de retenue du barrage de Samara sur la Volga. À l'ouest de la Volga, le territoire - appelé "terres hautes de la Volga" - est vallonné (jusqu'à 358 m). À l'est il est généralement plat.

### Climat

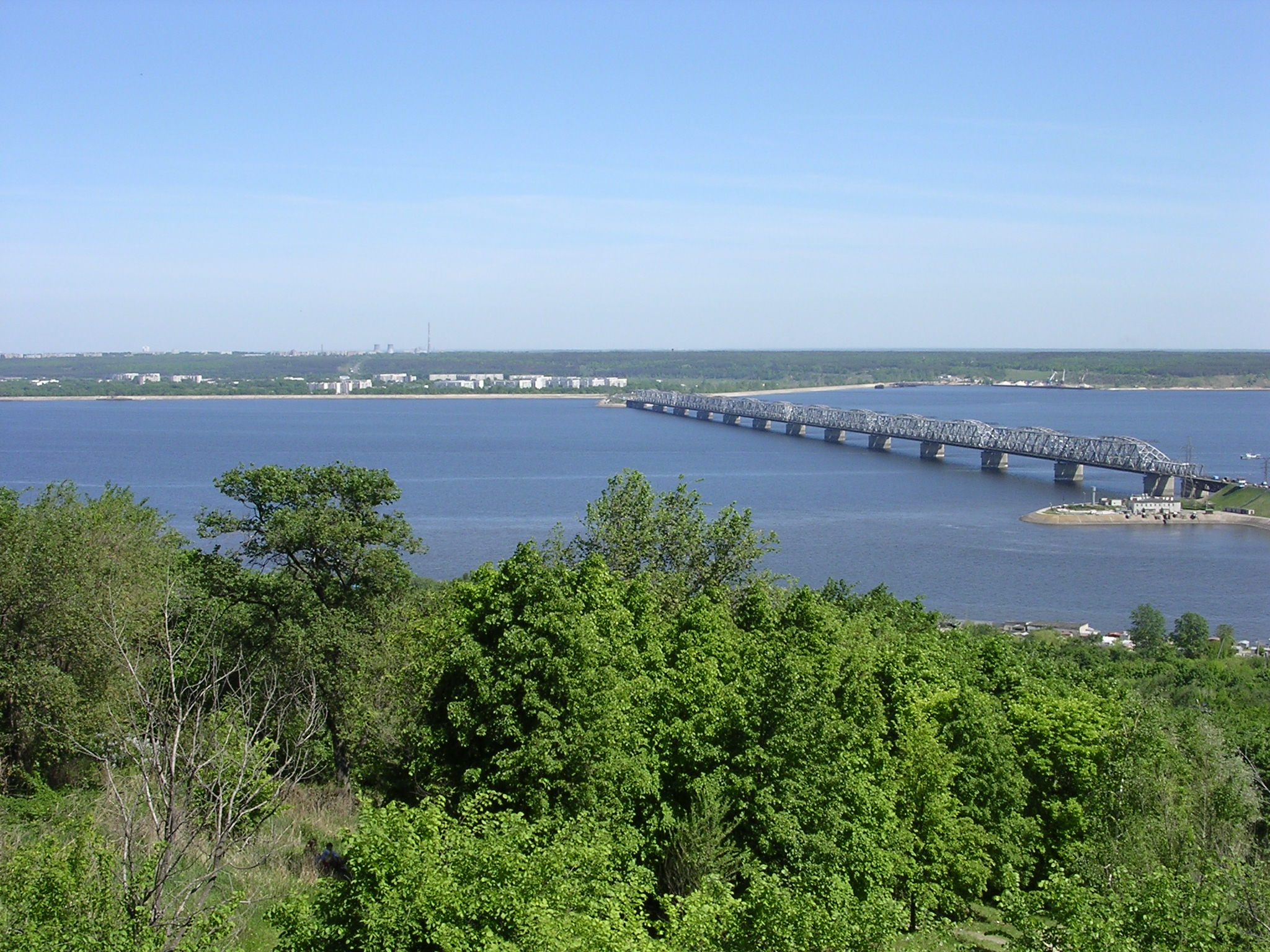
Pont sur la Volga près d'Oulianovsk.

Le climat dans la région est continental modéré mais avec des variations brutales. Les températures moyennes en juillet sont de +19 °C et en janvier de −13 °C. Les changements de système climatique peuvent entraîner en l'espace de quelques jours des variations de température pouvant aller jusqu'à 20 °C. La neige persistante est généralement présente à compter de fin octobre/début novembre. Les gelées nocturnes se produisent jusqu'à fin mai ce qui nécessite de cultiver des plantes résistantes au froid comme le seigle.

## Population et société

### Démographie
| 2002      | 2016      | 2021      | - | - |
| --------- | --------- | --------- | - | - |
| 1 382 811 | 1 257 621 | 1 196 745 | - | - |

| Année | Fécondité | Fécondité urbaine | Fécondité rurale |
| ----- | --------- | ----------------- | ---------------- |
| 1990  | 1,94      | 1,78              | 2,61             |
| 1991  | 1,77      | 1,60              | 2,39             |
| 1992  | 1,56      | 1,40              | 2,14             |
| 1993  | 1,42      | 1,27              | 1,94             |
| 1994  | 1,45      | 1,32              | 1,88             |
| 1995  | 1,32      | 1,21              | 1,69             |
| 1996  | 1,23      | 1,12              | 1,62             |
| 1997  | 1,13      | 1,04              | 1,45             |
| 1998  | 1,17      | 1,07              | 1,53             |
| 1999  | 1,14      | 1,05              | 1,47             |
| 2000  | 1,17      | 1,10              | 1,46             |
| 2001  | 1,16      | 1,10              | 1,41             |
| 2002  | 1,24      | 1,17              | 1,50             |
| 2003  | 1,24      | 1,19              | 1,49             |
| 2004  | 1,24      | 1,19              | 1,43             |
| 2005  | 1,17      | 1,12              | 1,35             |
| 2006  | 1,17      | 1,10              | 1,37             |
| 2007  | 1,24      | 1,17              | 1,47             |
| 2008  | 1,37      | 1,26              | 1,71             |
| 2009  | 1,39      | 1,30              | 1,67             |
| 2010  | 1,41      | 1,33              | 1,70             |
| 2011  | 1,45      | 1,35              | 1,77             |
| 2012  | 1,57      | 1,50              | 1,82             |
| 2013  | 1,61      | 1,52              | 1,90             |
| 2014  | 1,67      | 1,58              | 2,00             |
| 2015  | 1,71      | 1,72              | 1,64             |
| 2016  | 1,71      | 1,71              | 1,63             |
| 2017  | 1,52      | 1,53              | 1,49             |
| 2018  | 1,50      | 1,51              | 1,46             |
| 2019  | 1,42      | 1,42              | 1,38             |

### Composition ethnique
En 2002, 55 % des habitants vivent dans les deux villes principales Oulianovsk et Dimitrovgrad. La population est composée à 72 % de Russes, 12 % de Tatars, 8 % de Tchouvaches, 4 % de Mordves et 4 % d'autres nationalités.

## Historique
L'occupation de la région a débuté en 1648 avec la construction d'un fort à Simbirsk. La ville construite autour de son emplacement a été rebaptisée Oulianovsk en l'honneur de Lénine - de son vrai nom Vladimir Ilitch Oulianov - qui est un enfant de la ville. La région a été formée en 1943.

## Politique et administration

### Autorité
Le sujet possède son propre gouverneur ainsi que son propre organe législatif, les deux avec un mandat de 5 ans.

### Résultats électoraux
| Scrutin                       | 1er tour | 1er tour | 1er tour | 1er tour | 1er tour  | 1er tour | 1er tour | 1er tour | 1er tour | 1er tour | 1er tour | 1er tour | 2d tour                  | 2d tour                  | 2d tour                  | 2d tour                  | 2d tour                  | 2d tour                  | 2d tour                  | 2d tour                  |
| Scrutin                       | 1er      | 1er      | %        | 2e       | 2e        | %        | 3e       | 3e       | %        | 4e       | 4e       | %        | 1er                      | %                        | 2e                       | %                        | 3e                       | %                        | 4e                       | %                        |
| ----------------------------- | -------- | -------- | -------- | -------- | --------- | -------- | -------- | -------- | -------- | -------- | -------- | -------- | ------------------------ | ------------------------ | ------------------------ | ------------------------ | ------------------------ | ------------------------ | ------------------------ | ------------------------ |
| Présidentielle 2012           |          | ER       | 58.18    |          | KPRF      | 24.03    |          | LDPR     | 6.96     |          | SE       | 5.62     | Victoire au premier tour | Victoire au premier tour | Victoire au premier tour | Victoire au premier tour | Victoire au premier tour | Victoire au premier tour | Victoire au premier tour | Victoire au premier tour |
| Législatives 2016,            |          | ER       | 48,46    |          | KPRF      | 19,16    |          | LDPR     | 15,99    |          | SRZP     | 3,34     | Tour unique              | Tour unique              | Tour unique              | Tour unique              | Tour unique              | Tour unique              | Tour unique              | Tour unique              |
| Gouvernorale 2016             |          | ER       | 54,33    |          | KPRF      | 25,46    |          | LDPR     | 6,57     |          | KR       | 5,5      | Tour unique              | Tour unique              | Tour unique              | Tour unique              | Tour unique              | Tour unique              | Tour unique              | Tour unique              |
| Présidentielle 2018           |          | ER       | 74.27    |          | KPRF      | 14.74    |          | LDPR     | 6.22     |          | GRANI    | 1.11     | Victoire au premier tour | Victoire au premier tour | Victoire au premier tour | Victoire au premier tour | Victoire au premier tour | Victoire au premier tour | Victoire au premier tour | Victoire au premier tour |
| Législatives régionales 2018  |          | KPRF     | 36,24    |          | ER        | 33,96    |          | LDPR     | 13,51    |          | KR       | 5,83     | Victoire au premier tour | Victoire au premier tour | Victoire au premier tour | Victoire au premier tour | Victoire au premier tour | Victoire au premier tour | Victoire au premier tour | Victoire au premier tour |
| Législatives 2021             |          | ER       | 39.03    |          | KPRF      | 33.14    |          | LDPR     | 7,40     |          | SRZP     | 5,00     | Tour unique              | Tour unique              | Tour unique              | Tour unique              | Tour unique              | Tour unique              | Tour unique              | Tour unique              |
| Gouvernorale 2021             |          | KPRF     | 83.16    |          | Les Verts | 5,50     |          | LDPR     | 4.75     |          | NL       | 4,53     | Victoire au premier tour | Victoire au premier tour | Victoire au premier tour | Victoire au premier tour | Victoire au premier tour | Victoire au premier tour | Victoire au premier tour | Victoire au premier tour |
| Législatives régionales 2023, |          | ER       | 49.91    |          | KPRF      | 15.96    |          | LDPR     | 13.56    |          | KR       | 5.83     | Tour unique              | Tour unique              | Tour unique              | Tour unique              | Tour unique              | Tour unique              | Tour unique              | Tour unique              |
| Présidentielle 2024           |          | ER       | 83.85    |          | KPRF      | 5.81     |          | NL       | 4.71     |          | LDPR     | 3.62     | Victoire au premier tour | Victoire au premier tour | Victoire au premier tour | Victoire au premier tour | Victoire au premier tour | Victoire au premier tour | Victoire au premier tour | Victoire au premier tour |

## Économie
Oulianovsk et Dimitrovgrad sont des centres industriels dans lesquels se trouvent de grandes entreprises. Les principaux secteurs d'activité sont la construction de machines-outils et l'industrie agro-alimentaire. Les zones rurales se concentrent sur l'élevage et dans une moindre mesure sur la production céréalière. La ville d'Oulianovsk est desservie par un aéroport international. Le code d'automobile de la région d'Oulianovsk est 73.

## Célébrations
En 2004, l'Oblast d'Oulianovsk a institué le 12 septembre comme jour férié sous le nom « Journée de la communication familiale », avec pour objectif de relancer la natalité et de favoriser des naissances le 12 juin, jour de la fête nationale russe : un bébé né le 12 juin donne ainsi droit à un prix, plus important si le couple est marié. 78 bébés sont nés le 12 juin 2007, ce qui a constitué un record historique.

## Villes et agglomérations de plus de4 000 habitants
| Ville              | Nom en cyrillique | Habitants (1er janvier 2023) |
| ------------------ | ----------------- | ---------------------------- |
| Oulianovsk         | Ульяновск         | 613 334                      |
| Dimitrovgrad       | Димитровград      | 110 968                      |
| Inza               | Инза              | 16 293                       |
| Barych             | Барыш             | 14 924                       |
| Novooulianovsk     | Новоульяновск     | 13 673                       |
| Tcherdakly         | Чердаклы          | 12 084                       |
| Novospasskoïe      | Новоспасское      | 10 780                       |
| Icheïevka          | Ишеевка           | 10 411                       |
| Kouzovatovo        | Кузоватово        | 7325                         |
| Karsoun            | Карсун            | 7137                         |
| Senguileï          | Сенгилей          | 6407                         |
| Sourskoïe          | Сурское           | 6666                         |
| Staraïa Maïna      | Старая Майна      | 5852                         |
| Maïna              | Майна             | 5805                         |
| Vechkaïma          | Вешкайма          | 5783                         |
| Nikolaïevka        | Николаевка        | 5697                         |
| Terenga            | Тереньга          | 5186                         |
| Novaïa Maïna       | Новая Майна       | 5059                         |
| Moullovka          | Мулловка          | 5029                         |
| Oktiabrski         | Октябрьский       | 5035                         |
| Pavlovka           | Павловка          | 4951                         |
| Bolchoïe Nagatkino | Большое Нагаткино | 4942                         |
| Bazarny Syzgan     | Базарный Сызган   | 4494                         |
| Staraïa Koulatka   | Старая Кулатка    | 4344                         |